# La Colère de Sarah
La Colère de Sarah (One Angry Juror) est un téléfilm américain réalisé par Paul A. Kaufman et diffusé le 15 novembre 2010 sur Lifetime.

## Synopsis
Sarah Walsh, une brillante avocate, est jurée dans un procès pour meurtre. Au fil des dépositions, elle commence à douter de la culpabilité de l'accusé...

## Fiche technique
- Titre original : One Angry Juror
- Réalisateur : Paul A. Kaufman
- Scénario : Rachel Abramowitz
- Photographie : Adam Sliwinski
- Musique : Joseph Conlan
- Durée : 89 minutes
- Pays : États-Unis

## Distribution
- Jessica Capshaw (VF : Véronique Alycia) : Sarah Walsh
- Jeremy Ratchford (VF : Bruno Dubernat) : Don Burston
- Aaron Douglas (VF : Olivier Cordina) : D.A. Riley
- Shomari Downer (VF : Alexis Tomassian) : Walter Byrd
- Michael Jai White (VF : Bertrand Liebert) : Derrick
- Imani Hakim (VF : Anouck Hautbois) : Rakesha Anderson
- Jonathan Scarfe (VF : Damien Boisseau) : Curtis
- Candace Churchill (VF : Françoise Pavy) : Mahalia
- Peter Benson : Eric
- Sarah Edmondson (en) : Louise
- Meshach Peters : Kevin Brown
- David Mubanda (VF : Charles Borg) : Alphonso
- Darla Fay : Tina
- Tom Butler : Fitzgerald
- Gwynyth Walsh (VF : Blanche Ravalec) : Marbella Walsh
- Garry Chalk : Vincent Walsh
- Aaron Pearl : l'inspecteur Runyon
- Mark Burgess (VF : Charles Borg) : Foreman

 Source et légende : version française (VF) sur RS Doublage et selon le carton de doublage.